# Kanat de Sarab
El Kanat de Sarab amb capital a Sarab fou un kanat que va existir de 1747 a 1797. Feia frontera amb el Kanat d'Ardabil a l'est i el Kanat de Tabriz a l'oest, i estava dividit en tres mahals: Sarab, Hashtrud i Germi. El kanat va ser fundat pel dirigent de la tribu Shaqaqi, Ali Khan, i es va independitzar a la mor de Nadir Shah Ashraf. Durant les Guerres russo-perses la influència persa al kanat va augmentar. Després del tractat de Gulistan va quedar en l'esfera persa d'influència, i va ser abolit per la dinastia Qajar el 1828.

## Kans de Sarab
- Ali Khan Shaqaqi 1747—1786
- Sadiq Khan Shaqaqi 1786—1797[3]